# 발렌틴 요르다노프
발렌틴 디미트로프 요르다노프(불가리아어: Валентин Димитров Йорданов, 1960년 1월 26일~)는 불가리아의 레슬링 선수, 체육행정인이다. 올림픽에 3회 참가했으며 1992년 하계 올림픽 남자 자유형 플라이급에서 동메달, 1996년 하계 올림픽 남자 자유형 플라이급 금메달을 획득했다. 또한 세계 선수권 대회에서 금메달 7개, 은메달 2개, 동메달 1개, 유럽 선수권 대회에서 금메달 7개, 은메달 1개, 동메달 1개를 획득했다.
현역 은퇴 후 국제 레슬링 연맹 집행위원을 지냈으며 1998년부터 2017년까지 불가리아 레슬링 연맹의 회장을 맡았다.